# Wilhelmina van Pruisen (1774-1837)
Frederica Louisa Wilhelmina, prinses van Pruisen (Potsdam, 18 november 1774 — Den Haag, 12 oktober 1837) was als echtgenote van koning Willem I de eerste koningin der Nederlanden en groothertogin van Luxemburg. Haar roepnaam was Mimi.

## Jeugd (1774-1791)

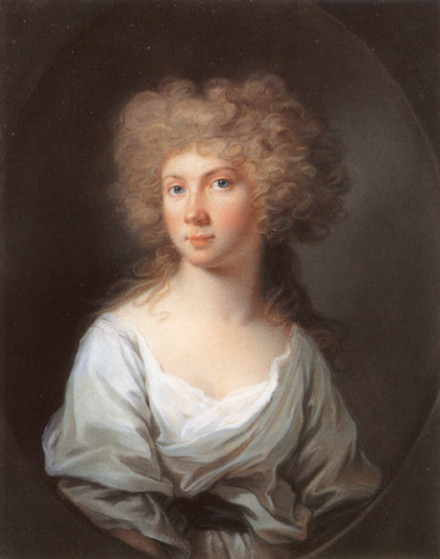
Wilhelmina van Pruisen omstreeks 1795.

Prinses Wilhelmina was een dochter van koning Frederik Willem II van Pruisen en diens tweede echtgenote Frederika van Hessen-Darmstadt. Ze werd onder invloed van haar door plichtsbesef doordrongen oudoom Frederik de Grote en de ideeën van Voltaire opgevoed aan het Pruisische hof. Ze beheerste verschillende talen.
Wilhelmina was kunstzinnig. Ze was muzikaal en kon goed schilderen. Mimi schilderde het liefst Bijbelse taferelen en familieportretten. Daarnaast speelde ze graag in toneelstukken aan het hof en borduurde ze; iets wat ze aan het Nederlandse hof later ook zou blijven doen.

## Echtgenote erfstadhouder (1791-1814)
Op bijna 17-jarige leeftijd werd ze door haar ouders uitgehuwelijkt aan haar volle neef Willem Frederik van Oranje-Nassau, de latere koning Willem I. Ze huwden op 1 oktober 1791 in het koninklijk slot in Berlijn en het feest duurde zeventien dagen.
Het paar woonde in paleis Noordeinde, alwaar hun oudste kind werd geboren:
- Willem II (1792-1849);

Ondertussen werd de positie van de Oranjes door de Franse dreiging steeds onzekerder. Mimi trok zich deze situatie erg aan, waardoor werd besloten haar in de zomer van 1794 naar het bosrijke paleis Soestdijk te sturen om te herstellen van haar geschokte gezondheid. Door alle stress die de vlucht met zich meebracht kreeg Wilhelmina medio 1794 een miskraam. Uiteindelijk moest zij in januari 1795 met de stadhouderlijke familie vluchten naar Engeland.
In april 1796 verlieten Wilhelmina en haar echtgenoot Engeland om zich bij de ouders van Mimi in Pruisen te voegen. Aldaar werden geboren:
- Frederik (1797-1881);
- Paulina (1800-1806);

Haar man leidde zacht gezegd van 1795 tot 1813 een weinig roemrijk leven, aanvankelijk tegen Napoleon, toen zelfs mét Napoleon en later weer tegen Napoleon. Ook was hij vaak van huis, wat Wilhelmina geen goed deed. Zij had zich erg gehecht aan haar man en kon de perioden dat hij van huis was moeilijk doorbrengen. Inmiddels had haar schoonvader Willem van Napoleon Vorstendom Fulda toegewezen gekregen, dat hij echter aan zijn oudste zoon erfprins Willem Frederik overliet. Hier resideerden Willem Frederik en Wilhelmina als een soort Duits vorstenpaar, terwijl ze de winter standaard in Berlijn doorbrachten. In Berlijn hadden ze de beschikking over het zogeheten Niederländisches Palais.
Toen haar man weigerde toe te treden tot de Duitse Rijnbond raakten zij het vorstendom Fulda kwijt. Wilhelmina, die op 30 augustus 1806 bevallen was van een levenloos kind, moest kort daarop vluchten voor oprukkende Franse troepen. Tijdens het reizen door het slechte weer werd dochtertje Pauline ernstig ziek. Zij stierf in december in haar moeders armen. Wilhelmina kon nauwelijks scheiden van het lichaampje van haar dochter en men vreesde voor haar verstand. De Fransen hadden inmiddels Pruisen bezet en zodoende de macht over het gaan en staan van Wilhelmina en haar Pruisische familie. Na een verzoekschrift aan Napoleon werd Wilhelmina toegestaan onder streng Frans toezicht naar Berlijn te trekken, alwaar ze korte tijd ook geen correspondentie mocht onderhouden met haar man.
Nadat haar man toegestaan werd zijn vrouw te bezoeken, nam hij hun oudste zoon mee naar Engeland, iets waar Wilhelmina helemaal niet achterstond. Zij wilde haar kinderen graag in Pruisen om zich heen houden en bezocht vaak hun lessen. De kinderen werden ook met grote bemoeienis van haarzelf opgevoed, iets wat tot dan toe bij weinig adellijke moeders het geval was.
In mei 1810 werd in Berlijn een tweede dochtertje geboren:
- Marianne (1810-1883);

In maart 1813 moesten de Fransen zich terugtrekken uit Berlijn, maar kwamen kort daarna weer terug. Hierdoor zocht Wilhelmina haar toevlucht op haar landerijen in Silezië, die ze het jaar daarvoor had gekocht. Kort nadat Napoleon voor de eerste keer werd verslagen, kon zij eind 1813 Silezië verlaten om naar Nederland te komen. Hier was haar echtgenoot inmiddels uitgeroepen tot 'soeverein vorst' van de Verenigde Nederlanden.

## Koningin der Nederlanden (1815-1837)

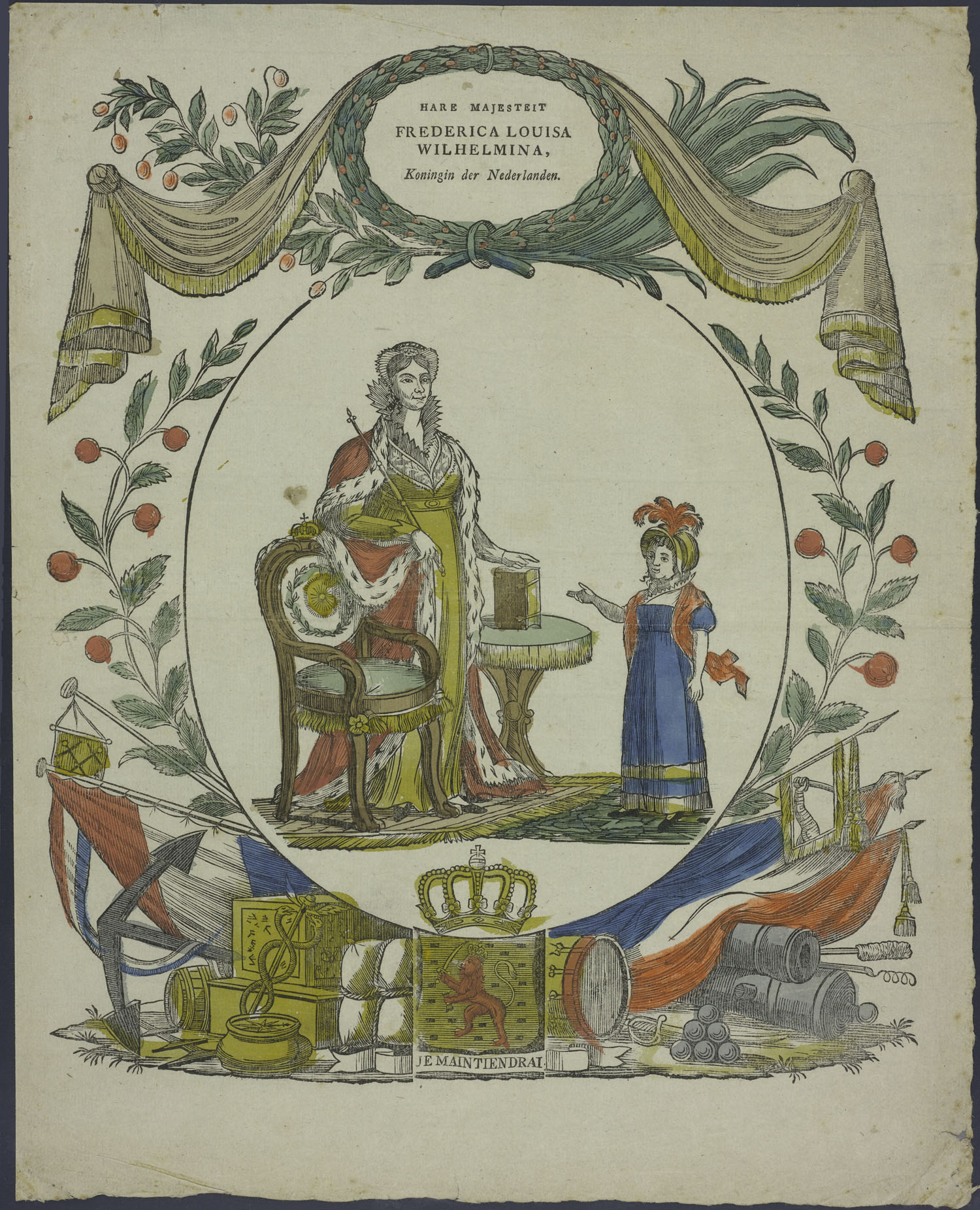
Frederica Louisa Wilhelmina op een centsprent (ca. 1781-1854).

Hoe sterk haar moedergevoel was bleek toen Napoleon definitief bij Waterloo werd verslagen. Oudste zoon Willem raakte in zijn schouder gewond en Wilhelmina begaf zich naar het hoofdkwartier om haar zoon hoogstpersoonlijk te verplegen.
In haar rol als koningin was ze minder geslaagd. Op haar onderdanen kwam ze kil over doordat ze vrijwel alleen contact had met familie en hofdames. Toch gaf ze gul aan liefdadigheid. Ze bleef vriendelijk en bescheiden, maar het volk had veel kritiek op haar. Zo kleedde zij zich op een ouderwets Duitse manier, iets wat tot veel spot leidde bij de vrouwen uit Brussel. Aldaar bracht Wilhelmina met haar hofhouding afwisselend met Den Haag de zomer door. 's Winters werd de tijd op Paleis Het Loo of in het Kasteel van Laken doorgebracht. Ook reisde ze bijna jaarlijks naar Berlijn, alwaar ze representatieve taken uitvoerde uit naam van haar broer Frederik Willem, de koning van Pruisen.
Haar grote passie, schilderen, bleef ze ook als koningin uitoefenen. Zo kwam de bekende schilder Friedrich Bury naar de Nederlanden om haar lessen te geven. De koningin bezocht ook met enige regelmaat tentoonstellingen en was beschermvrouwe van verschillende musea.
In de jaren van 1820 begon Wilhelmina te kwakkelen met haar gezondheid. In 1829 werd al gemeld dat sommigen schrokken van de magerheid en bleekheid van de koningin. De jaren daarna ging ze achteruit. Aan openbare gelegenheden nam ze zo weinig mogelijk deel; ze hield er niet van dat de aandacht op haar werd gevestigd. Toen ze in april 1837 met de koning in Amsterdam een schouwburgvoorstelling bijwoonde schrok men van haar vervallen uiterlijk, gebogen houding en moeilijke gang. Haar laatste reis maakte ze in mei/juni naar Berlijn, toen ze de doop van kleinzoon Albert koste wat kost mee wilde maken. Sterk vermoeid keerde ze terug naar Nederland, en bracht de zomer daarna door op Paleis Het Loo. Op 4 oktober reisde zij met haar echtgenoot naar Den Haag; Wilhelmina was zeer sterk verzwakt tijdens deze reis. Eenmaal in Den Haag verergerde haar toestand. Enkele dagen na aankomst overleed zij op bijna 63-jarige leeftijd, terwijl haar echtgenoot, zoons Willem en Frederik en kleinzoon Willem aan haar bed stonden.
Koningin Wilhelmina werd op 26 oktober dat jaar te Delft bijgezet in de Grafkelder van Oranje-Nassau.

## Kwartierstaat
| Frederik Willem I van Pruisen (1688-1740) | Frederik Willem I van Pruisen (1688-1740) | Frederik Willem I van Pruisen (1688-1740) | Frederik Willem I van Pruisen (1688-1740) | Frederik Willem I van Pruisen (1688-1740)   | Frederik Willem I van Pruisen (1688-1740)   | Sophia Dorothea van Hannover (1687-1757)    | Sophia Dorothea van Hannover (1687-1757)    | Sophia Dorothea van Hannover (1687-1757)    | Sophia Dorothea van Hannover (1687-1757)    | Sophia Dorothea van Hannover (1687-1757)   | Sophia Dorothea van Hannover (1687-1757)   |                                            |                                            | Ferdinand Albrecht II van Brunswijk-Wolfenbüttel (1680-1735) | Ferdinand Albrecht II van Brunswijk-Wolfenbüttel (1680-1735) | Ferdinand Albrecht II van Brunswijk-Wolfenbüttel (1680-1735) | Ferdinand Albrecht II van Brunswijk-Wolfenbüttel (1680-1735) | Ferdinand Albrecht II van Brunswijk-Wolfenbüttel (1680-1735) | Ferdinand Albrecht II van Brunswijk-Wolfenbüttel (1680-1735) | Antoinette Amalia van Brunswijk-Wolfenbüttel (1696-1762) | Antoinette Amalia van Brunswijk-Wolfenbüttel (1696-1762) | Antoinette Amalia van Brunswijk-Wolfenbüttel (1696-1762) | Antoinette Amalia van Brunswijk-Wolfenbüttel (1696-1762) | Antoinette Amalia van Brunswijk-Wolfenbüttel (1696-1762) | Antoinette Amalia van Brunswijk-Wolfenbüttel (1696-1762) |  |  | Lodewijk VIII van Hessen-Darmstadt (1691-1768) | Lodewijk VIII van Hessen-Darmstadt (1691-1768) | Lodewijk VIII van Hessen-Darmstadt (1691-1768) | Lodewijk VIII van Hessen-Darmstadt (1691-1768) | Lodewijk VIII van Hessen-Darmstadt (1691-1768) | Lodewijk VIII van Hessen-Darmstadt (1691-1768) | Charlotte Christina Magdalene Johanna van Hanau-Lichtenberg (1700-1726) | Charlotte Christina Magdalene Johanna van Hanau-Lichtenberg (1700-1726) | Charlotte Christina Magdalene Johanna van Hanau-Lichtenberg (1700-1726) | Charlotte Christina Magdalene Johanna van Hanau-Lichtenberg (1700-1726) | Charlotte Christina Magdalene Johanna van Hanau-Lichtenberg (1700-1726) | Charlotte Christina Magdalene Johanna van Hanau-Lichtenberg (1700-1726) |                                            |                                            | Christiaan III van Palts-Zweibrücken (1674-1735) | Christiaan III van Palts-Zweibrücken (1674-1735) | Christiaan III van Palts-Zweibrücken (1674-1735)     | Christiaan III van Palts-Zweibrücken (1674-1735)     | Christiaan III van Palts-Zweibrücken (1674-1735)     | Christiaan III van Palts-Zweibrücken (1674-1735)     | Carolina van Nassau-Saarbrücken (1704-1774)          | Carolina van Nassau-Saarbrücken (1704-1774)          | Carolina van Nassau-Saarbrücken (1704-1774) | Carolina van Nassau-Saarbrücken (1704-1774) | Carolina van Nassau-Saarbrücken (1704-1774) | Carolina van Nassau-Saarbrücken (1704-1774) |  |  |  |  |  |  |  |  |  |  |  |  |  |  |  |  |  |  |  |  |  |  |  |  |  |  |  |  |  |  |  |  |  |  |  |  |  |  |  |  |  |  |  |  |  |  |  |  |
| Frederik Willem I van Pruisen (1688-1740) | Frederik Willem I van Pruisen (1688-1740) | Frederik Willem I van Pruisen (1688-1740) | Frederik Willem I van Pruisen (1688-1740) | Frederik Willem I van Pruisen (1688-1740)   | Frederik Willem I van Pruisen (1688-1740)   | Sophia Dorothea van Hannover (1687-1757)    | Sophia Dorothea van Hannover (1687-1757)    | Sophia Dorothea van Hannover (1687-1757)    | Sophia Dorothea van Hannover (1687-1757)    | Sophia Dorothea van Hannover (1687-1757)   | Sophia Dorothea van Hannover (1687-1757)   |                                            |                                            | Ferdinand Albrecht II van Brunswijk-Wolfenbüttel (1680-1735) | Ferdinand Albrecht II van Brunswijk-Wolfenbüttel (1680-1735) | Ferdinand Albrecht II van Brunswijk-Wolfenbüttel (1680-1735) | Ferdinand Albrecht II van Brunswijk-Wolfenbüttel (1680-1735) | Ferdinand Albrecht II van Brunswijk-Wolfenbüttel (1680-1735) | Ferdinand Albrecht II van Brunswijk-Wolfenbüttel (1680-1735) | Antoinette Amalia van Brunswijk-Wolfenbüttel (1696-1762) | Antoinette Amalia van Brunswijk-Wolfenbüttel (1696-1762) | Antoinette Amalia van Brunswijk-Wolfenbüttel (1696-1762) | Antoinette Amalia van Brunswijk-Wolfenbüttel (1696-1762) | Antoinette Amalia van Brunswijk-Wolfenbüttel (1696-1762) | Antoinette Amalia van Brunswijk-Wolfenbüttel (1696-1762) |  |  | Lodewijk VIII van Hessen-Darmstadt (1691-1768) | Lodewijk VIII van Hessen-Darmstadt (1691-1768) | Lodewijk VIII van Hessen-Darmstadt (1691-1768) | Lodewijk VIII van Hessen-Darmstadt (1691-1768) | Lodewijk VIII van Hessen-Darmstadt (1691-1768) | Lodewijk VIII van Hessen-Darmstadt (1691-1768) | Charlotte Christina Magdalene Johanna van Hanau-Lichtenberg (1700-1726) | Charlotte Christina Magdalene Johanna van Hanau-Lichtenberg (1700-1726) | Charlotte Christina Magdalene Johanna van Hanau-Lichtenberg (1700-1726) | Charlotte Christina Magdalene Johanna van Hanau-Lichtenberg (1700-1726) | Charlotte Christina Magdalene Johanna van Hanau-Lichtenberg (1700-1726) | Charlotte Christina Magdalene Johanna van Hanau-Lichtenberg (1700-1726) |                                            |                                            | Christiaan III van Palts-Zweibrücken (1674-1735) | Christiaan III van Palts-Zweibrücken (1674-1735) | Christiaan III van Palts-Zweibrücken (1674-1735)     | Christiaan III van Palts-Zweibrücken (1674-1735)     | Christiaan III van Palts-Zweibrücken (1674-1735)     | Christiaan III van Palts-Zweibrücken (1674-1735)     | Carolina van Nassau-Saarbrücken (1704-1774)          | Carolina van Nassau-Saarbrücken (1704-1774)          | Carolina van Nassau-Saarbrücken (1704-1774) | Carolina van Nassau-Saarbrücken (1704-1774) | Carolina van Nassau-Saarbrücken (1704-1774) | Carolina van Nassau-Saarbrücken (1704-1774) |  |  |  |  |  |  |  |  |  |  |  |  |  |  |  |  |  |  |  |  |  |  |  |  |  |  |  |  |  |  |  |  |  |  |  |  |  |  |  |  |  |  |  |  |  |  |  |  |
|                                           |                                           |                                           |                                           |                                             |                                             |                                             |                                             |                                             |                                             |                                            |                                            |                                            |                                            |                                                              |                                                              |                                                              |                                                              |                                                              |                                                              |                                                          |                                                          |                                                          |                                                          |                                                          |                                                          |  |  |                                                |                                                |                                                |                                                |                                                |                                                |                                                                         |                                                                         |                                                                         |                                                                         |                                                                         |                                                                         |                                            |                                            |                                                  |                                                  |                                                      |                                                      |                                                      |                                                      |                                                      |                                                      |                                             |                                             |                                             |                                             |  |  |  |  |  |  |  |  |  |  |  |  |  |  |  |  |  |  |  |  |  |  |  |  |  |  |  |  |  |  |  |  |  |  |  |  |  |  |  |  |  |  |  |  |  |  |  |  |
|                                           |                                           |                                           |                                           | August Willem van Pruisen (1722—1758)       | August Willem van Pruisen (1722—1758)       | August Willem van Pruisen (1722—1758)       | August Willem van Pruisen (1722—1758)       | August Willem van Pruisen (1722—1758)       | August Willem van Pruisen (1722—1758)       |                                            |                                            |                                            |                                            |                                                              |                                                              | Amalia van Brunswijk-Wolfenbüttel (1722-1780)                | Amalia van Brunswijk-Wolfenbüttel (1722-1780)                | Amalia van Brunswijk-Wolfenbüttel (1722-1780)                | Amalia van Brunswijk-Wolfenbüttel (1722-1780)                | Amalia van Brunswijk-Wolfenbüttel (1722-1780)            | Amalia van Brunswijk-Wolfenbüttel (1722-1780)            |                                                          |                                                          |                                                          |                                                          |  |  |                                                |                                                |                                                |                                                | Lodewijk IX van Hessen-Darmstadt (1719–1790)   | Lodewijk IX van Hessen-Darmstadt (1719–1790)   | Lodewijk IX van Hessen-Darmstadt (1719–1790)                            | Lodewijk IX van Hessen-Darmstadt (1719–1790)                            | Lodewijk IX van Hessen-Darmstadt (1719–1790)                            | Lodewijk IX van Hessen-Darmstadt (1719–1790)                            |                                                                         |                                                                         |                                            |                                            |                                                  |                                                  | Henriëtte Caroline van Palts-Zweibrücken (1721-1774) | Henriëtte Caroline van Palts-Zweibrücken (1721-1774) | Henriëtte Caroline van Palts-Zweibrücken (1721-1774) | Henriëtte Caroline van Palts-Zweibrücken (1721-1774) | Henriëtte Caroline van Palts-Zweibrücken (1721-1774) | Henriëtte Caroline van Palts-Zweibrücken (1721-1774) |                                             |                                             |                                             |                                             |  |  |  |  |  |  |  |  |  |  |  |  |  |  |  |  |  |  |  |  |  |  |  |  |  |  |  |  |  |  |  |  |  |  |  |  |  |  |  |  |  |  |  |  |  |  |  |  |
|                                           |                                           |                                           |                                           | August Willem van Pruisen (1722—1758)       | August Willem van Pruisen (1722—1758)       | August Willem van Pruisen (1722—1758)       | August Willem van Pruisen (1722—1758)       | August Willem van Pruisen (1722—1758)       | August Willem van Pruisen (1722—1758)       |                                            |                                            |                                            |                                            |                                                              |                                                              | Amalia van Brunswijk-Wolfenbüttel (1722-1780)                | Amalia van Brunswijk-Wolfenbüttel (1722-1780)                | Amalia van Brunswijk-Wolfenbüttel (1722-1780)                | Amalia van Brunswijk-Wolfenbüttel (1722-1780)                | Amalia van Brunswijk-Wolfenbüttel (1722-1780)            | Amalia van Brunswijk-Wolfenbüttel (1722-1780)            |                                                          |                                                          |                                                          |                                                          |  |  |                                                |                                                |                                                |                                                | Lodewijk IX van Hessen-Darmstadt (1719–1790)   | Lodewijk IX van Hessen-Darmstadt (1719–1790)   | Lodewijk IX van Hessen-Darmstadt (1719–1790)                            | Lodewijk IX van Hessen-Darmstadt (1719–1790)                            | Lodewijk IX van Hessen-Darmstadt (1719–1790)                            | Lodewijk IX van Hessen-Darmstadt (1719–1790)                            |                                                                         |                                                                         |                                            |                                            |                                                  |                                                  | Henriëtte Caroline van Palts-Zweibrücken (1721-1774) | Henriëtte Caroline van Palts-Zweibrücken (1721-1774) | Henriëtte Caroline van Palts-Zweibrücken (1721-1774) | Henriëtte Caroline van Palts-Zweibrücken (1721-1774) | Henriëtte Caroline van Palts-Zweibrücken (1721-1774) | Henriëtte Caroline van Palts-Zweibrücken (1721-1774) |                                             |                                             |                                             |                                             |  |  |  |  |  |  |  |  |  |  |  |  |  |  |  |  |  |  |  |  |  |  |  |  |  |  |  |  |  |  |  |  |  |  |  |  |  |  |  |  |  |  |  |  |  |  |  |  |
|                                           |                                           |                                           |                                           |                                             |                                             |                                             |                                             |                                             |                                             | Frederik Willem II van Pruisen (1744-1797) | Frederik Willem II van Pruisen (1744-1797) | Frederik Willem II van Pruisen (1744-1797) | Frederik Willem II van Pruisen (1744-1797) | Frederik Willem II van Pruisen (1744-1797)                   | Frederik Willem II van Pruisen (1744-1797)                   |                                                              |                                                              |                                                              |                                                              |                                                          |                                                          |                                                          |                                                          |                                                          |                                                          |  |  |                                                |                                                |                                                |                                                |                                                |                                                |                                                                         |                                                                         |                                                                         |                                                                         | Frederika van Hessen-Darmstadt (1751-1805)                              | Frederika van Hessen-Darmstadt (1751-1805)                              | Frederika van Hessen-Darmstadt (1751-1805) | Frederika van Hessen-Darmstadt (1751-1805) | Frederika van Hessen-Darmstadt (1751-1805)       | Frederika van Hessen-Darmstadt (1751-1805)       |                                                      |                                                      |                                                      |                                                      |                                                      |                                                      |                                             |                                             |                                             |                                             |  |  |  |  |  |  |  |  |  |  |  |  |  |  |  |  |  |  |  |  |  |  |  |  |  |  |  |  |  |  |  |  |  |  |  |  |  |  |  |  |  |  |  |  |  |  |  |  |
|                                           |                                           |                                           |                                           |                                             |                                             |                                             |                                             |                                             |                                             | Frederik Willem II van Pruisen (1744-1797) | Frederik Willem II van Pruisen (1744-1797) | Frederik Willem II van Pruisen (1744-1797) | Frederik Willem II van Pruisen (1744-1797) | Frederik Willem II van Pruisen (1744-1797)                   | Frederik Willem II van Pruisen (1744-1797)                   |                                                              |                                                              |                                                              |                                                              |                                                          |                                                          |                                                          |                                                          |                                                          |                                                          |  |  |                                                |                                                |                                                |                                                |                                                |                                                |                                                                         |                                                                         |                                                                         |                                                                         | Frederika van Hessen-Darmstadt (1751-1805)                              | Frederika van Hessen-Darmstadt (1751-1805)                              | Frederika van Hessen-Darmstadt (1751-1805) | Frederika van Hessen-Darmstadt (1751-1805) | Frederika van Hessen-Darmstadt (1751-1805)       | Frederika van Hessen-Darmstadt (1751-1805)       |                                                      |                                                      |                                                      |                                                      |                                                      |                                                      |                                             |                                             |                                             |                                             |  |  |  |  |  |  |  |  |  |  |  |  |  |  |  |  |  |  |  |  |  |  |  |  |  |  |  |  |  |  |  |  |  |  |  |  |  |  |  |  |  |  |  |  |  |  |  |  |
|                                           |                                           |                                           |                                           |                                             |                                             |                                             |                                             |                                             |                                             |                                            |                                            |                                            |                                            |                                                              |                                                              |                                                              |                                                              |                                                              |                                                              |                                                          |                                                          |                                                          |                                                          |                                                          |                                                          |  |  |                                                |                                                |                                                |                                                |                                                |                                                |                                                                         |                                                                         |                                                                         |                                                                         |                                                                         |                                                                         |                                            |                                            |                                                  |                                                  |                                                      |                                                      |                                                      |                                                      |                                                      |                                                      |                                             |                                             |                                             |                                             |  |  |  |  |  |  |  |  |  |  |  |  |  |  |  |  |  |  |  |  |  |  |  |  |  |  |  |  |  |  |  |  |  |  |  |  |  |  |  |  |  |  |  |  |  |  |  |  |
|                                           |                                           |                                           |                                           |                                             |                                             |                                             |                                             |                                             |                                             |                                            |                                            |                                            |                                            |                                                              |                                                              |                                                              |                                                              |                                                              |                                                              |                                                          |                                                          |                                                          |                                                          |                                                          |                                                          |  |  |                                                |                                                |                                                |                                                |                                                |                                                |                                                                         |                                                                         |                                                                         |                                                                         |                                                                         |                                                                         |                                            |                                            |                                                  |                                                  |                                                      |                                                      |                                                      |                                                      |                                                      |                                                      |                                             |                                             |                                             |                                             |  |  |  |  |  |  |  |  |  |  |  |  |  |  |  |  |  |  |  |  |  |  |  |  |  |  |  |  |  |  |  |  |  |  |  |  |  |  |  |  |  |  |  |  |  |  |  |  |
|                                           |                                           |                                           |                                           | Frederik Willem III van Pruisen (1770-1840) | Frederik Willem III van Pruisen (1770-1840) | Frederik Willem III van Pruisen (1770-1840) | Frederik Willem III van Pruisen (1770-1840) | Frederik Willem III van Pruisen (1770-1840) | Frederik Willem III van Pruisen (1770-1840) |                                            |                                            | Louis van Pruisen (1773-1796)              | Louis van Pruisen (1773-1796)              | Louis van Pruisen (1773-1796)                                | Louis van Pruisen (1773-1796)                                | Louis van Pruisen (1773-1796)                                | Louis van Pruisen (1773-1796)                                |                                                              |                                                              | Wilhelmina van Pruisen (1774-1837)                       | Wilhelmina van Pruisen (1774-1837)                       | Wilhelmina van Pruisen (1774-1837)                       | Wilhelmina van Pruisen (1774-1837)                       | Wilhelmina van Pruisen (1774-1837)                       | Wilhelmina van Pruisen (1774-1837)                       |  |  | Augusta van Pruisen (1780-1841)                | Augusta van Pruisen (1780-1841)                | Augusta van Pruisen (1780-1841)                | Augusta van Pruisen (1780-1841)                | Augusta van Pruisen (1780-1841)                | Augusta van Pruisen (1780-1841)                |                                                                         |                                                                         | Hendrik van Pruisen (1781-1846)                                         | Hendrik van Pruisen (1781-1846)                                         | Hendrik van Pruisen (1781-1846)                                         | Hendrik van Pruisen (1781-1846)                                         | Hendrik van Pruisen (1781-1846)            | Hendrik van Pruisen (1781-1846)            |                                                  |                                                  | Willem van Pruisen (1783-1851)                       | Willem van Pruisen (1783-1851)                       | Willem van Pruisen (1783-1851)                       | Willem van Pruisen (1783-1851)                       | Willem van Pruisen (1783-1851)                       | Willem van Pruisen (1783-1851)                       |                                             |                                             |                                             |                                             |  |  |  |  |  |  |  |  |  |  |  |  |  |  |  |  |  |  |  |  |  |  |  |  |  |  |  |  |  |  |  |  |  |  |  |  |  |  |  |  |  |  |  |  |  |  |  |  |